# Macromitrium echinatum
Macromitrium echinatum är en bladmossart som beskrevs av Bruce H. Allen 1998. Macromitrium echinatum ingår i släktet Macromitrium och familjen Orthotrichaceae. Inga underarter finns listade i Catalogue of Life.